# Paul Papp
Paul Papp (ur. 11 listopada 1989 w Deju) – rumuński piłkarz grający na pozycji obrońcy. Od 2018 roku jest piłkarzem klubu Sivasspor.

## Kariera klubowa
Karierę piłkarską Papp rozpoczął w klubie Luceafărul Dej. W 2006 roku odszedł do Unirei Dej. 28 października 2006 zadebiutował w jej barwach w drugiej lidze rumuńskiej w przegranym 0:3 meczu z FCM Reșița. W 2007 roku spadł z Unireą do trzeciej ligi. W 2008 roku odszedł do drugoligowego FC Botoșani, w którym grał przez pół roku.
Na początku 2009 roku Papp przeszedł z Botoșani do FC Vaslui, grającego w pierwszej lidze rumuńskiej. W Vaslui zadebiutował 17 maja 2009 w wygranym 2:0 domowym spotkaniu z CS Otopeni. Latem 2009 został wypożyczony z Vaslui do drugoligowego Farulu Konstanca. Na początku 2010 roku wrócił do Vaslui, z którym zajął 3. miejsce w lidze, najwyższe w historii klubu. W 2012 roku wywalczył wicemistrzostwo kraju.
Latem 2012 Papp przeszedł do Chievo Werona. W sezonie 2013/2014 był wypożyczony do Astry Giurgiu, a latem 2014 wypożyczono go do Steauy Bukareszt. W 2016 został zawodnikiem FC Wil. W 2017 roku grał w tureckim klubie Kardemir Karabükspor, a w 2018 trafił do Sivassporu.
| Sezon   | Klub                 | Kraj       | Rozgrywki        | Mecze | Bramki |
| ------- | -------------------- | ---------- | ---------------- | ----- | ------ |
| 2006/07 | Unirea Dej           | Rumunia    | Liga II          | 9     | 0      |
| 2007/08 | Unirea Dej           | Rumunia    | Liga III         | 29    | 3      |
| 2008/09 | FC Botoșani          | Rumunia    | Liga II          | 14    | 0      |
| 2008/09 | FC Vaslui            | Rumunia    | Liga I           | 1     | 0      |
| 2009/10 | Farul Konstanca      | Rumunia    | Liga II          | 10    | 0      |
| 2009/10 | FC Vaslui            | Rumunia    | Liga I           | 16    | 2      |
| 2010/11 | FC Vaslui            | Rumunia    | Liga I           | 32    | 3      |
| 2011/12 | FC Vaslui            | Rumunia    | Liga I           | 25    | 1      |
| 2012/13 | Chievo Werona        | Włochy     | Serie A          | 8     | 1      |
| 2013/14 | Chievo Werona        | Włochy     | Serie A          | 6     | 0      |
| 2013/14 | Astra Giurgiu        | Rumunia    | Liga I           | 11    | 1      |
| 2014/15 | Steaua Bukareszt     | Rumunia    | Liga I           | 20    | 2      |
| 2015/16 | Steaua Bukareszt     | Rumunia    | Liga I           | 17    | 1      |
| 2016/17 | FC Wil               | Szwajcaria | Challenge League | 16    | 3      |
| 2016/17 | Kardemir Karabükspor | Turcja     | Süper Lig        | 12    | 1      |
| 2017/18 | Kardemir Karabükspor | Turcja     | Süper Lig        | 12    | 1      |
| 2017/18 | Sivasspor            | Turcja     | Süper Lig        | 3     | 0      |

## Kariera reprezentacyjna
W swojej karierze Papp występował w reprezentacji Rumunii U-21. W dorosłej reprezentacji zadebiutował 8 lutego 2011 roku w zremisowanym 2:2 towarzyskim meczu z Ukrainą (w karnych Ukraina wygrała 4:2).